# Ionisering
Ionisering (eller ionisation) er processen at konvertere et (eller flere) atom eller molekyle til en ion ved at tilføje eller fjerne ladede partikler såsom elektroner. I tilfældet af ionisering af en gas, skabes ionpar bestående af en fri elektron og en positiv ion.